# Myerslopiidae
Die Myerslopiidae sind eine kleine Familie der Zikaden mit Verbreitung in Südamerika und Neuseeland.

## Beschreibung
Myerslopiidae sind kleine, bodenlebende und unauffällig kryptisch gefärbte Zikaden mit einer Körperlänge zwischen 3 und 7,5 Millimeter. Ihr Körperbau ist kurz und gedrungen, stark sklerotisiert, die Vorderflügel Elytren-artig zu Deckflügeln verstärkt, die Hinterflügel fehlen oder sind selten zu kleinen Rudimenten verkürzt. Der gesamte Körper besitzt rundliche, warzenartige Auswüchse und eine dichte matte Punktierung, er ist oft durch aufklebenden Detritus eingehüllt und dadurch hervorragend getarnt. Die Schienen der Hinterbeine besitzen in Reihen angeordnete, grobe Dornen. 
Die Arten sind von ähnlichen Vertretern der Cicadellidae an einem spitzen Fortsatz an der Basis der Mittelhüften zu unterscheiden. 

## Lebensweise
Alle Arten der Myerslopiidae sind bodenlebend. Sie leben in der Bodenstreu von Wäldern oder auch offenen Habitaten wie etwa Mooren, zwischen Moosen. Entgegen früheren Annahmen ernähren sie sich vermutlich nicht von Moosen, sondern von den Wurzeln von Gefäßpflanzenarten. Sie sind flugunfähig, besitzen aber bei Störungen Sprungvermögen.

## Systematik und Taxonomie
Die Familie umfasst nur knapp zwanzig Arten in drei Gattungen.
- Mapuchea. 3 Arten, temperates Südamerika: Chile.
- Myerslopia. 6 Arten, Neuseeland.
- Pemmation. 9 Arten, Neuseeland.

Die Familie steht innerhalb der Membracoidea basal, sie ist nach morphologischen und genetischen Daten Schwestergruppe der übrigen Membracoidea zusammengenommen. Morphologisch gilt sie als Mosaikform, die Merkmale der Membracoidea und der Cercopoidea vereint.
Die Familie ist im Jahr 1999 durch den kanadischen Entomologen K. G. Andrew Hamilton neu aufgestellt worden, nachdem vorher schon John William Evans eine Tribus Myerslopiini und Rauno Linnavuori eine Unterfamilie Myerslopiinae vorgeschlagen hatten. Den früheren Autoren zufolge wurden sie als zu den Ulopinae, einer Unterfamilie der Cicadellidae (nach anderer taxonomischer Auffassung eine eigenständige Familie Ulopidae) gerechnet. In der früheren Auffassung wurden einige australische und madagassische Arten der Gruppe zugerechnet, diese gelten seit Hamiltons Bearbeitung als nicht mehr zugehörig.